# 臺中市太平區長億國民小學
臺中市太平區長億國民小學，簡稱長億國小，是臺灣臺中市太平區的公立國民小學，2003年成立。

## 校史
- 2003年2月，「臺中縣太平市長億國民小學」成立，由建平國小辦理校地徵收。3月，初期於臺中縣立長億高級中學設籌備處辦公室。
- 2004年7月，第一、二期校舍工程動工。
- 2005年8月10日，校舍完工，第一屆學生入學。
- 2006年11月，辦理第一屆校慶暨客家文化系列活動。
- 2010年12月25日，因臺中縣市合併升格為直轄市，更名為「臺中市太平區長億國民小學」。

## 歷任校長
1. 黃延圳：2003年2月1日－2011年2月1日
2. 林麗卿：2011年2月1日－2018年8月1日
3. 李宏仁：2018年8月1日－至今[2]

## 外部連結
- 臺中市太平區長億國民小學 （页面存档备份，存于）